# الحكاية الشعرية
الحكاية الشعرية هي أقصوصة شعرية قصيرة غالباً، بسيطة العناصر الفنية القصصية، تنتهي غالباً ببيت المفاجأة. وتندرج الحكاية الشعرية تحت الشعر القصصي(السرد الشعري).
وغالبا ً ما تكون الحكاية الشعرية رمزية، من ذلك حكايات أمير الشعراء أحمد شوقي وهو رائد الحكاية الشعرية في العصر الحديث.
و تتفاوت حكايات شوقي قصرا وطولا فبعض حكاياته من ثلاثة أبيات والبعض تعد من عشرة أبيات، حاكى بها أقاصيص لافونتين.
وقد نظم شوقي حكاياته للأطفال في صورة موسيقية أغلبها نظمت على بحر الرجز لسهولة استيعابه للأطفال حيث عمد إلى تضمين حكايات وطنية وقيم أخلاقية على لسان الحيوان والطير مما وفر عنصري الإمتاع والتشويق.
وتقع الحكايات في خمس وخمسين قطعة، لغة الشاعر فيها غير لغته في سائر شعره، سمح لنفسه أن يترخص، ورمز لبعض ما مر به ولذلك جاءت عناوين قصائده كالتالي من كيد الناس في حياته (نديم الباذنجان، ضيافة قطة، الصياد والعصفورة، البالبل التي رباها البوم، الديك الهندي والدجاج البلدي، العصفور والغدير المهجور، الأفعى النيلية والعقربة الهندية، السلوقي والجواد، فأر الغيط وفأر البيت، ملك الغربان وندور الخادم، الظبي والعقد والخنزير، ولي عهد الأسد وخطبة الحمار، الأسد والثعلب والعجل، القرد والفيل، الشاة والغراب، أمة األرانب والفيل، حكاية الخفاش ومليكة الفراش، الأسد ووزيره الحمار، النملة والمقطم، الغزال والكلب، الثعلب والديك، النعجة وأولادها)
ومن حكايات شوقي:
●حكاية الثعلب والديك
برز الثعلب يومًا ** في شعار الواعظينا
فمشى في الأرض يهذي ** ويسُبُّ الماكرينا
ويقول: الحمد للـ ** ــه إله العالمينا
يا عباد الله توبوا ** فهو كهف التائبينا
وازهدوا في الطير إن ال ** عيش عيش الزاهدينا
واطلبوا الديك يؤذن ** لصلاة الصبح فينا
فأتى الديكَ رسول ** من إمام الناسكينا
عرض الأمر عليه ** وهو يرجو أن يلينا
فأجاب الديك: عذرًا ** يا أضل المهتدينا
بلّغ الثعلب عني ** عن جدودي الصالحينا
من ذوي التيجان ممن ** دخلوا البطن اللعينا
أنهم قالوا وخير ال ** قول قول العارفينا
مخطئ مَن ظن يومًا ** أن للثعلب دينا
●أنت وأنا
يَحكونَ أَنَّ رَجُلاً كُردِيّا ** كانَ عَظيمَ الجِسمِ هَمشَرِيّا
وَكانَ يُلقي الرُعبَ في القُلوبِ ** بِكَثرَةِ السِلاحِ في الجُيوبِ وَيُفزِعُ اليَهودَ وَالنَصارى ** وَيُرعِبُ الكِبارَ وَالصِغارا
وَكُلَّما مَرَّ هُناكَ وَهُنا ** يَصيحُ بِالناسِ أَنا أَنا أَنا
نَمى حَديثُهُ إِلى صَبِيٍّ ** صَغيرِ جِسمٍ بَطَلٍ قَوِيِّ
لا يَعرِفُ الناسُ لَهُ الفُتُوَّه ** وَلَيسَ مِمَّن يَدَّعونَ القُوَّه
فَقالَ لِلقَومِ سَأُدريكُم بِهِ ** فَتَعلَمونَ صِدقَهُ مِن كِذبِه
وَسارَ نَحوَ الهَمشَرِيِّ في عَجَل**وَالناسُ مِمّاسَيَكونُ في وَجَل
وَمَدَّ نَحوَهُ يَميناً قاسِيَه ** بِضَربَةٍ كادَت تَكونُ القاضِيَه
فَلَم يُحَرِّك ساكِناً وَلا اِرتَبَك ** وَلا اِنتَهى عَن زَعمِهِ وَلا تَرَك بَل قالَ لِلغالِبِ قَولاً لَيِّنا ** الآنَ صِرنا اِثنَين أَنتَ وَأَنا